# Farwell (Texas)
Farwell è un comune degli Stati Uniti d'America, situato in Texas, nella contea di Parmer, della quale è anche il capoluogo.